# Gregory Springer
Pour les articles homonymes, voir Springer.
Gregory Thomas Springer est un rameur américain né le 13 février 1961 à Los Angeles.

## Carrière
Gregory Springer participe à l'épreuve de quatre avec barreur aux Jeux olympiques d'été de 1984 à Los Angeles avec comme partenaires Michael Bach, Thomas Kiefer, Edward Ives et John Stillings. Les cinq Américains remportent la médaille d'argent. Il est présent aux Jeux olympiques d'été de 1992 à Barcelone lors de l'épreuve de deux de couple en compagnie de Jonathan Smith et termine neuvième.